# جاكوب أل
جاكوب أل (بالنرويجية: Jacob Aall)‏ (و. 1773 – 1844 م) هو سياسي، وكاتب، واقتصادي، ومؤرخ، وجيولوجي، وشخصية أعمال، وعالم عقيدة نرويجي، ولد في بورشغرون، كان عضوًا في الجمعية الملكية النرويجية للعلوم والآداب، والأكاديمية الملكية الدنماركية للعلوم والآداب، توفي في آرندال، عن عمر يناهز 71 عاماً.

## مناصب
تولى منصب عضو برلمان النرويج ‏ (1839–1841)
- نائب عضو برلمان النرويج  [لغات أخرى]‏ (1836–1838)[14]
- عضو برلمان النرويج  [لغات أخرى]‏ (1830–1832)[15]
- عضو برلمان النرويج  [لغات أخرى]‏ (1827–1829)[16]
- عضو برلمان النرويج  [لغات أخرى]‏ (1821–1823)[17]
- نائب عضو برلمان النرويج  [لغات أخرى]‏ (1818–1820)[18]
- عضو برلمان النرويج  [لغات أخرى]‏ (1815–1817)[19]
- member of the Norwegian Constitutional Assembly  [لغات أخرى]‏ (10 أبريل 1814–20 مايو 1814)[20]

.

## جوائز
حصل على جوائز منها:
- Commander of the Order of Vasa  [لغات أخرى]‏
- Knight of the Order of the Dannebrog  [لغات أخرى]‏
- نيشان النجم القطبي - فارس من الرتبة الثانية  [لغات أخرى]‏